# Amblyops kashimensis
Amblyops kashimensis is een aasgarnalensoort uit de familie van de Mysidae. De wetenschappelijke naam van de soort is voor het eerst geldig gepubliceerd in 2012 door Murano.